# انچوروال
انچوروال (به لاتین: Anchorvale) یک منطقهٔ مسکونی در سنگاپور است.

## نگارخانه

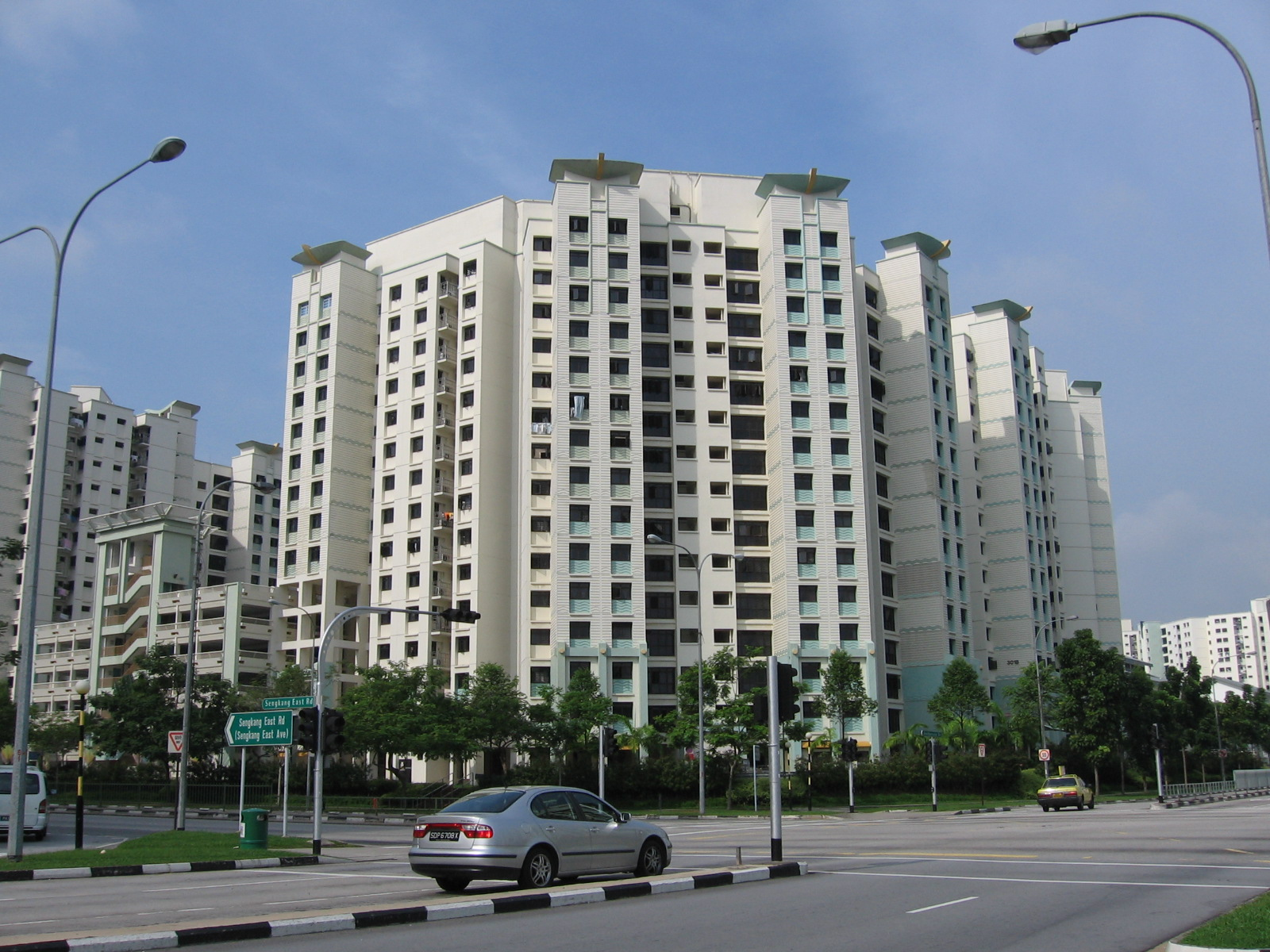
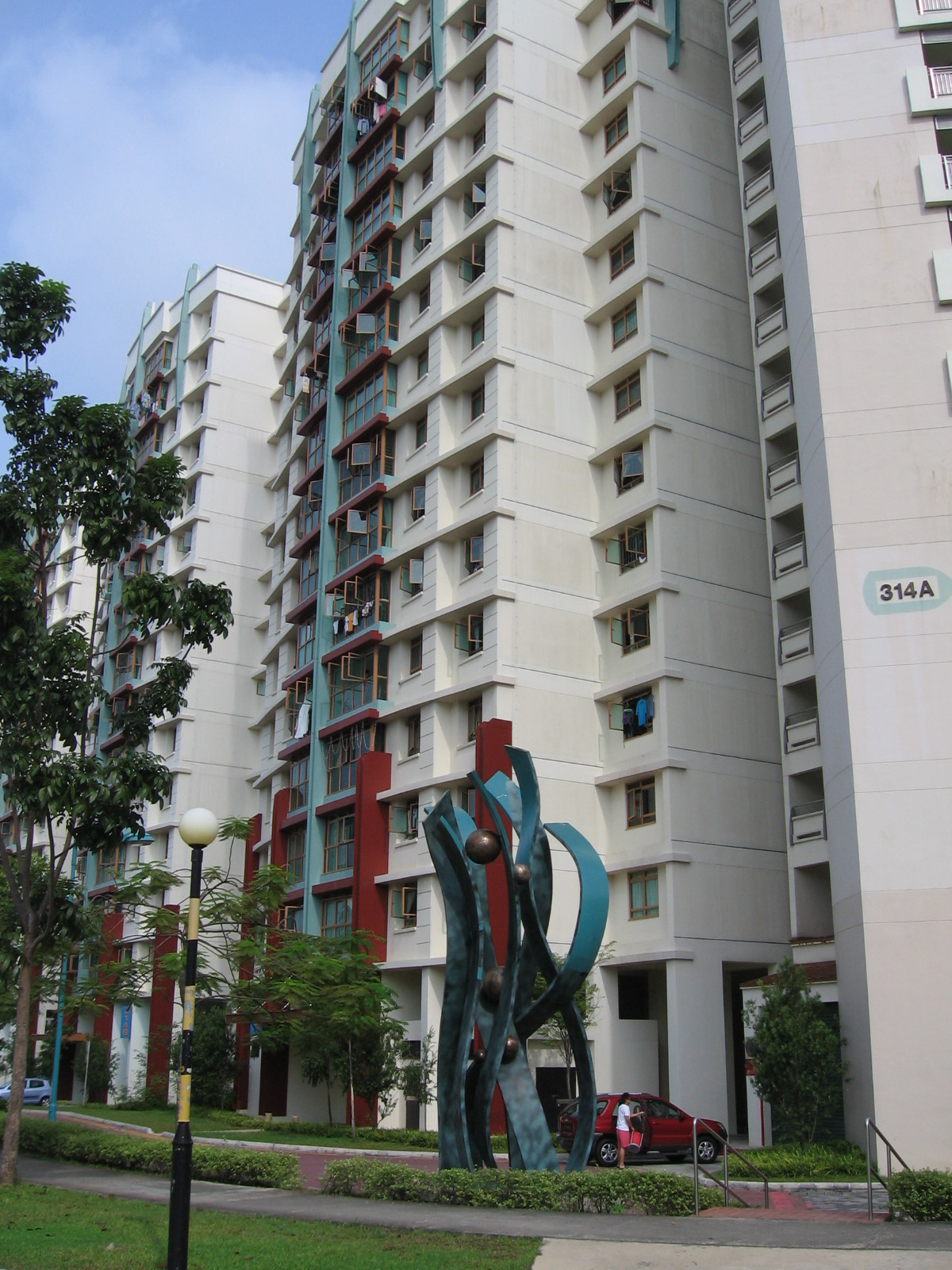
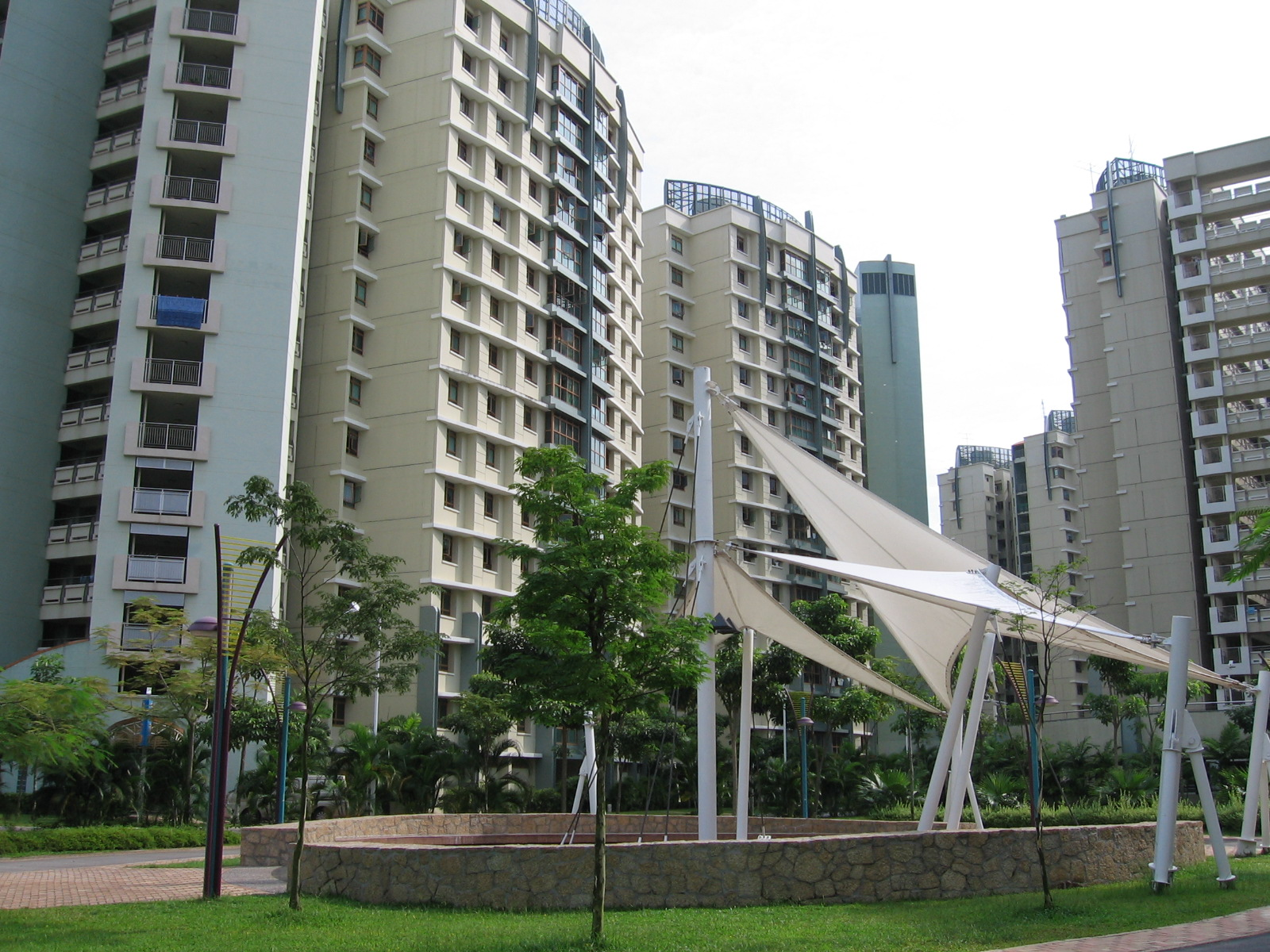
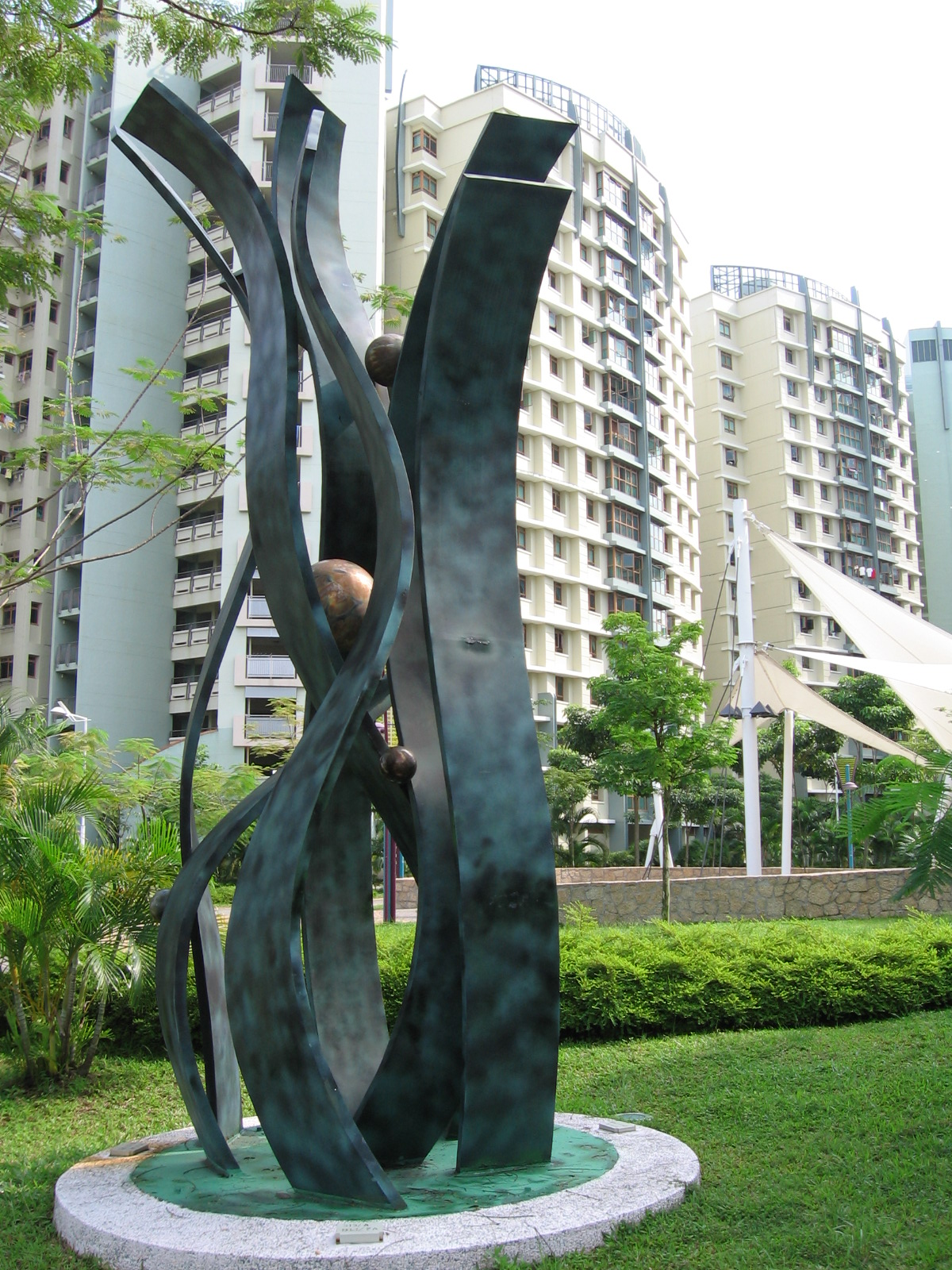
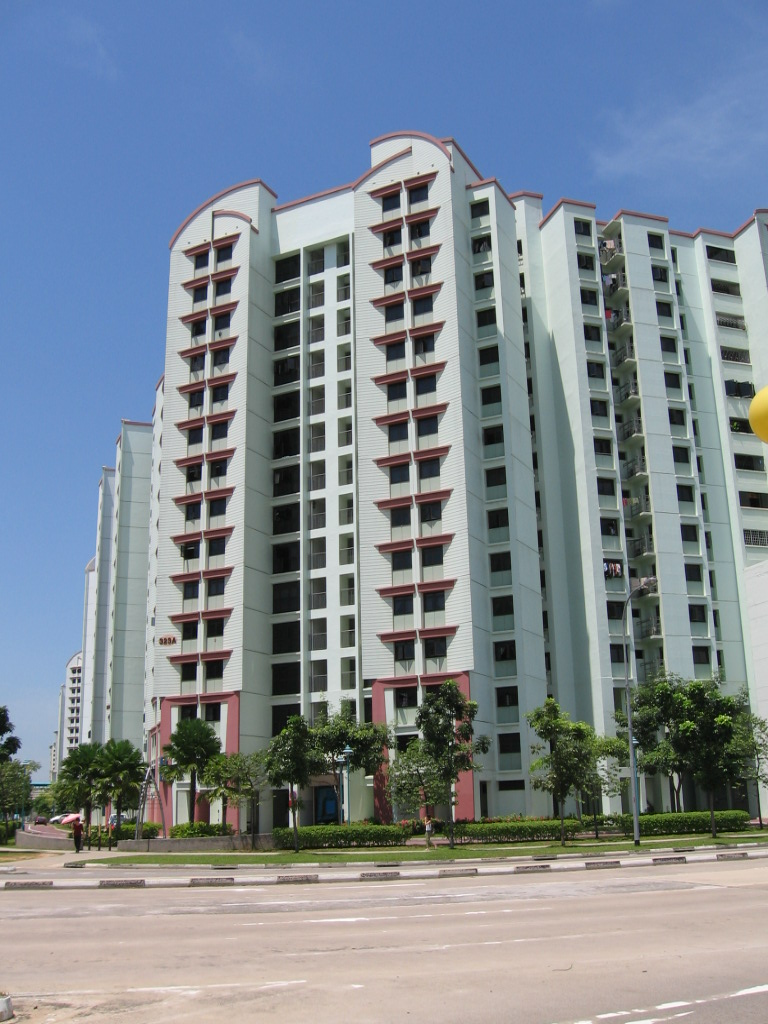
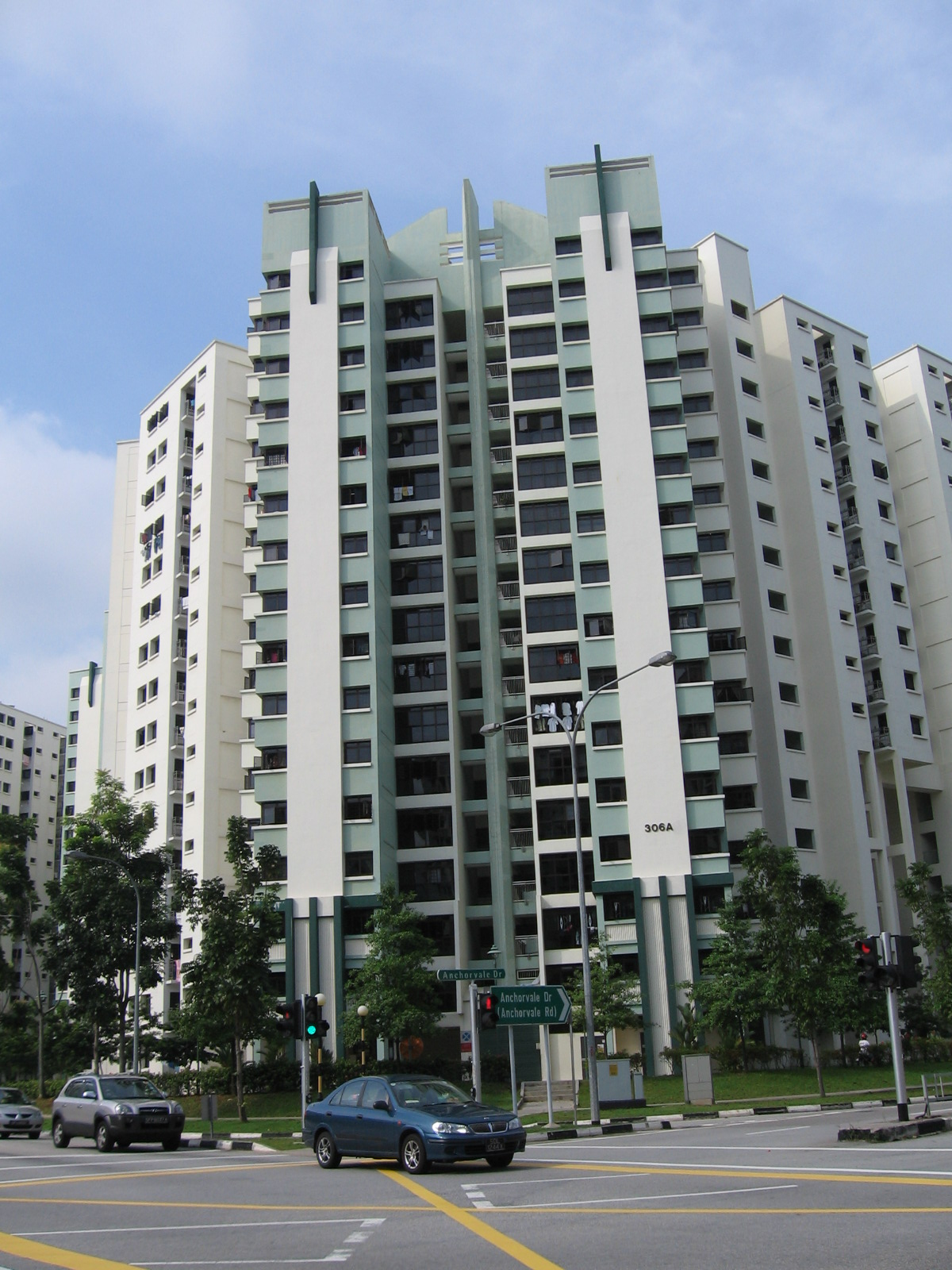
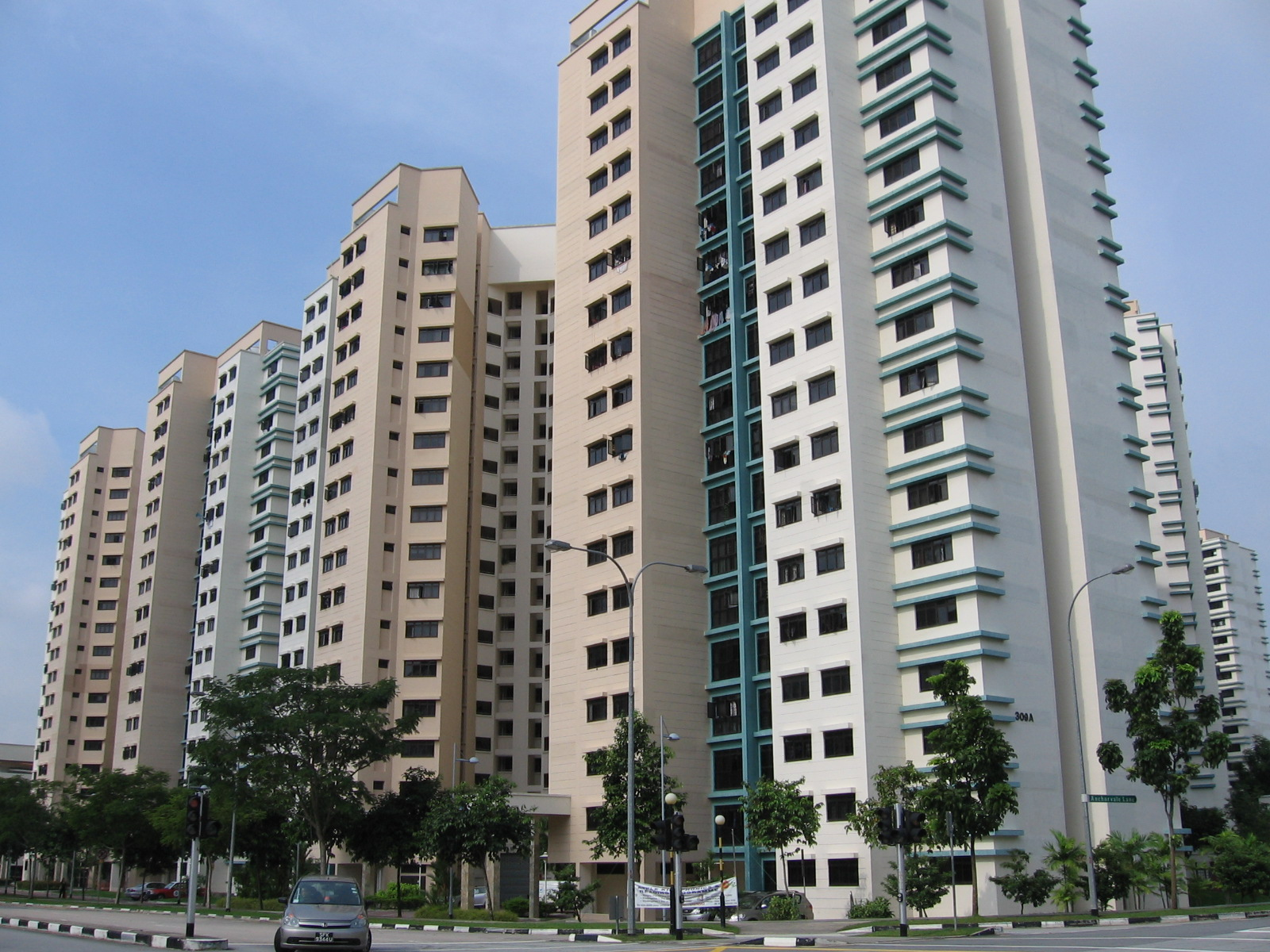
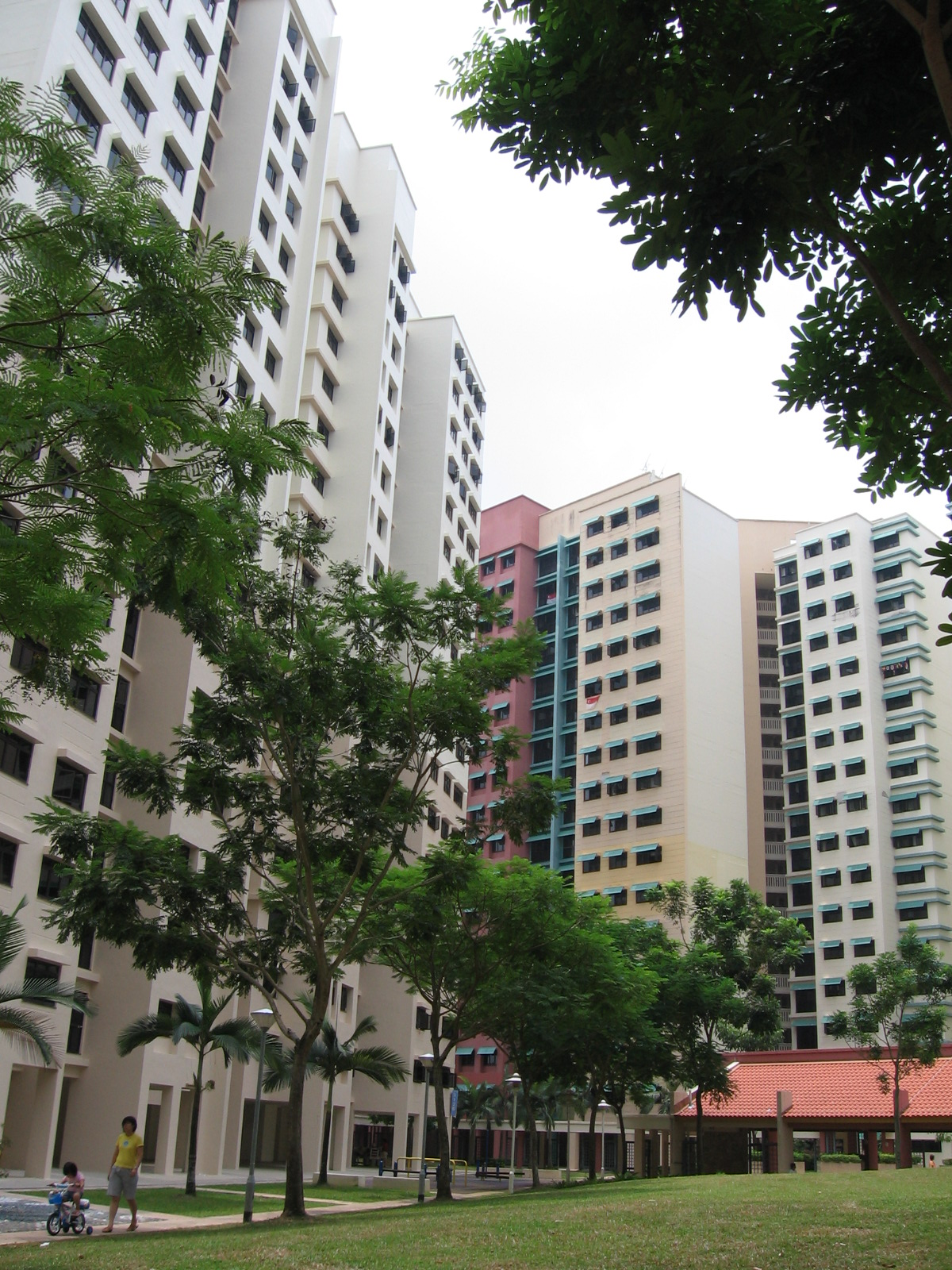
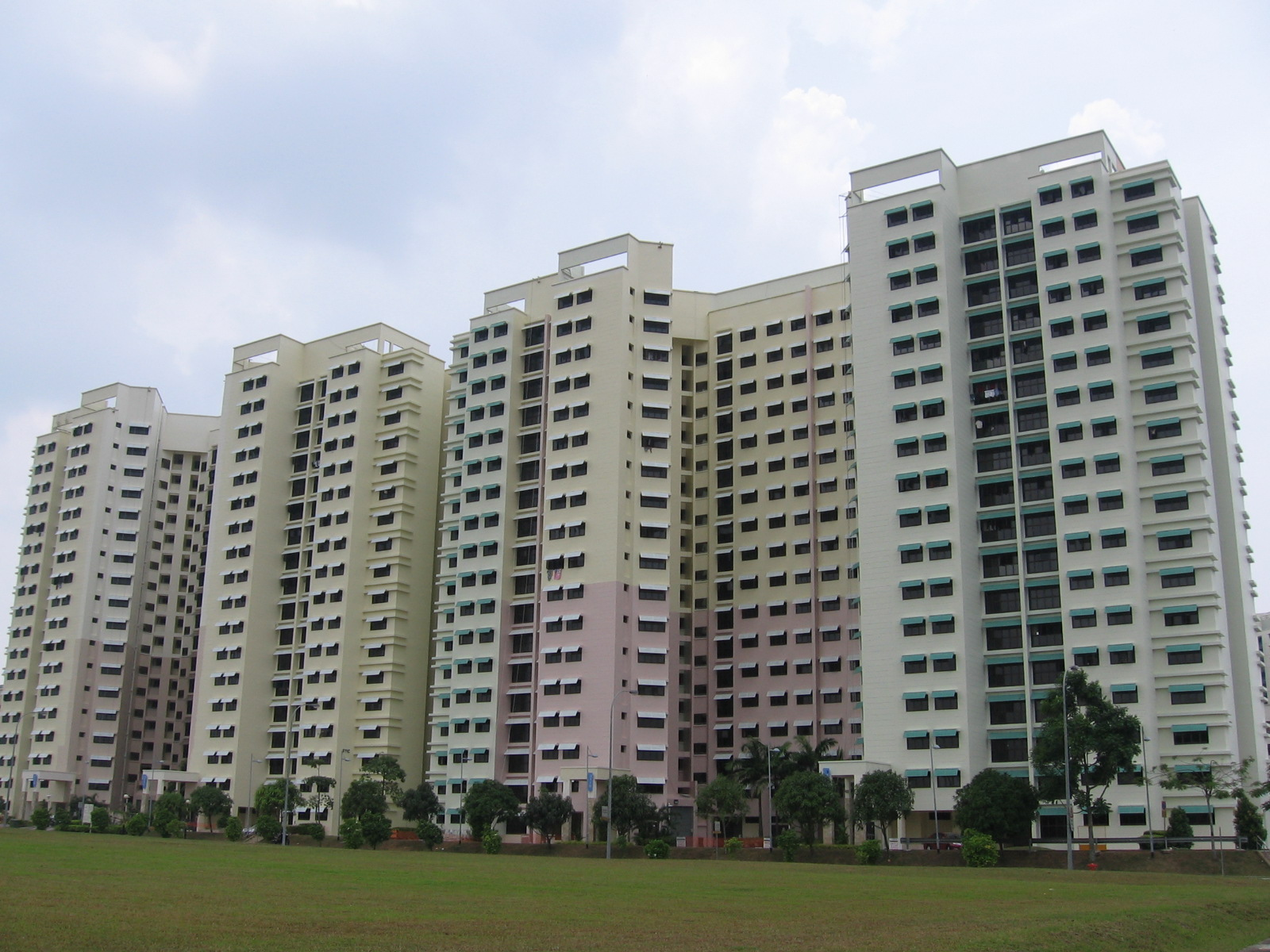